# Graviscalare
Nella fisica teorica, un graviscalare (anche noto come radione) è una particella ipotetica che emerge come un'eccitazione del tensore metrico (vale a dire campo gravitazionale) ma le cui proprietà fisiche sono virtualmente indistinguibili da uno scalare in quattro dimensioni, come dimostrato nella teoria di Kaluza-Klein. Il nuovo campo scalare {\displaystyle \phi } deriva da una componente del tensore metrico {\displaystyle g_{55}} dove la cifra 5 indica una quinta dimensione aggiuntiva. Esso può essere pensato come una misura della grandezza della dimensione extra, con variazioni del campo scalare che rappresenta variazioni della grandezza delle dimensioni extra stessa.
Nei modelli con dimensioni extra multiple, esistono molte di tali particelle.
Nelle teorie con supersimmetria estesa, un gravifotone è di solito una superpartner del gravitone che si comporta come una particella con spin 1.